# Porte San Miniato
La Porta San Miniato fait partie du cercle des fortifications de Florence et est située  Oltrarno, entre la Via San Miniato et la via Monte alle Croci. Le nom vient du fait qu'à partir d'ici commence la route pour se rendre à la basilique San Miniato al Monte. 

## Histoire
Elle a été construite en 1320 dans le cadre de la construction du sixième cercle de murs, et a une structure différente de celle de toutes les autres portes, étant en fait dépourvue de tour. Les sentinelles gardaient en effet la zone en utilisant uniquement une passerelle au-dessus de la porte, dont l'escalier d'accès est toujours visible à l'intérieur. 
Sur le côté extérieur,  deux gravures en pierre  représentent les symboles de la municipalité. 

### Restauration
D'importants travaux de restauration ont été effectués en 1996 lorsqu'une porte en bois similaire à l'original a été reconstruite, perdue au cours du XIXe siècle. En 2005, de nouveaux travaux de restauration ont été achevés à l'intérieur.

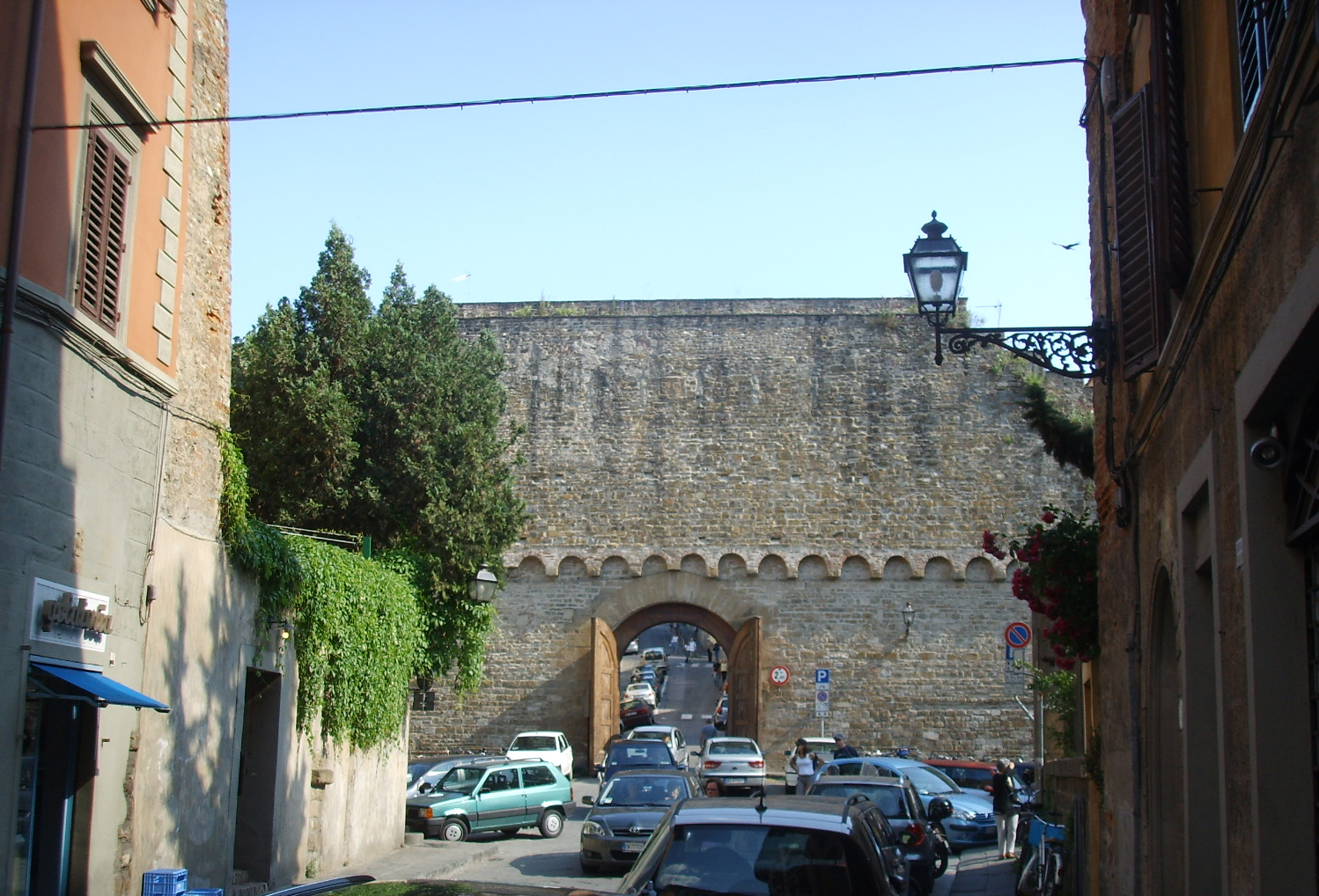
Porta San Miniato, côté interne.
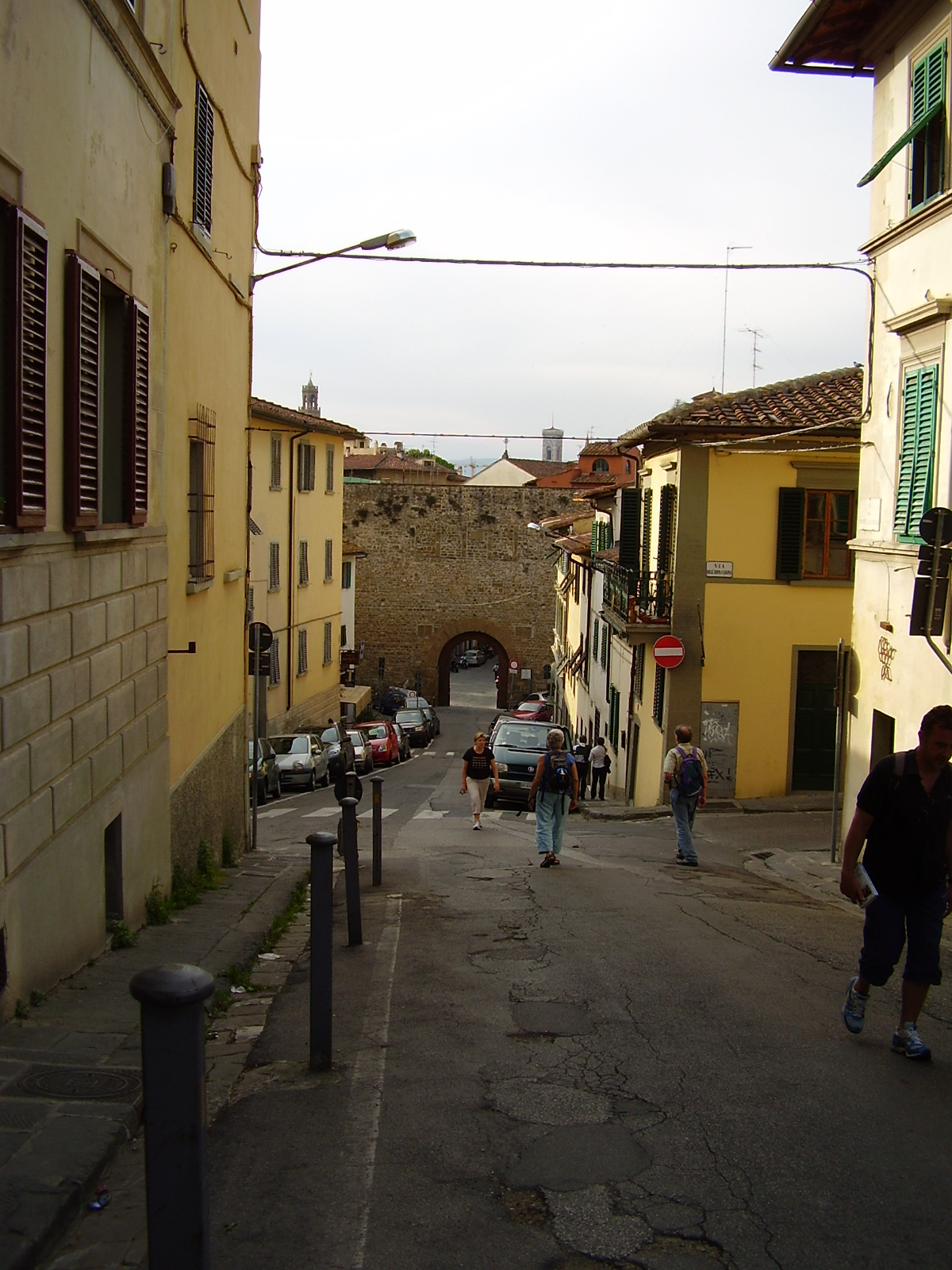
Côté extérieur.
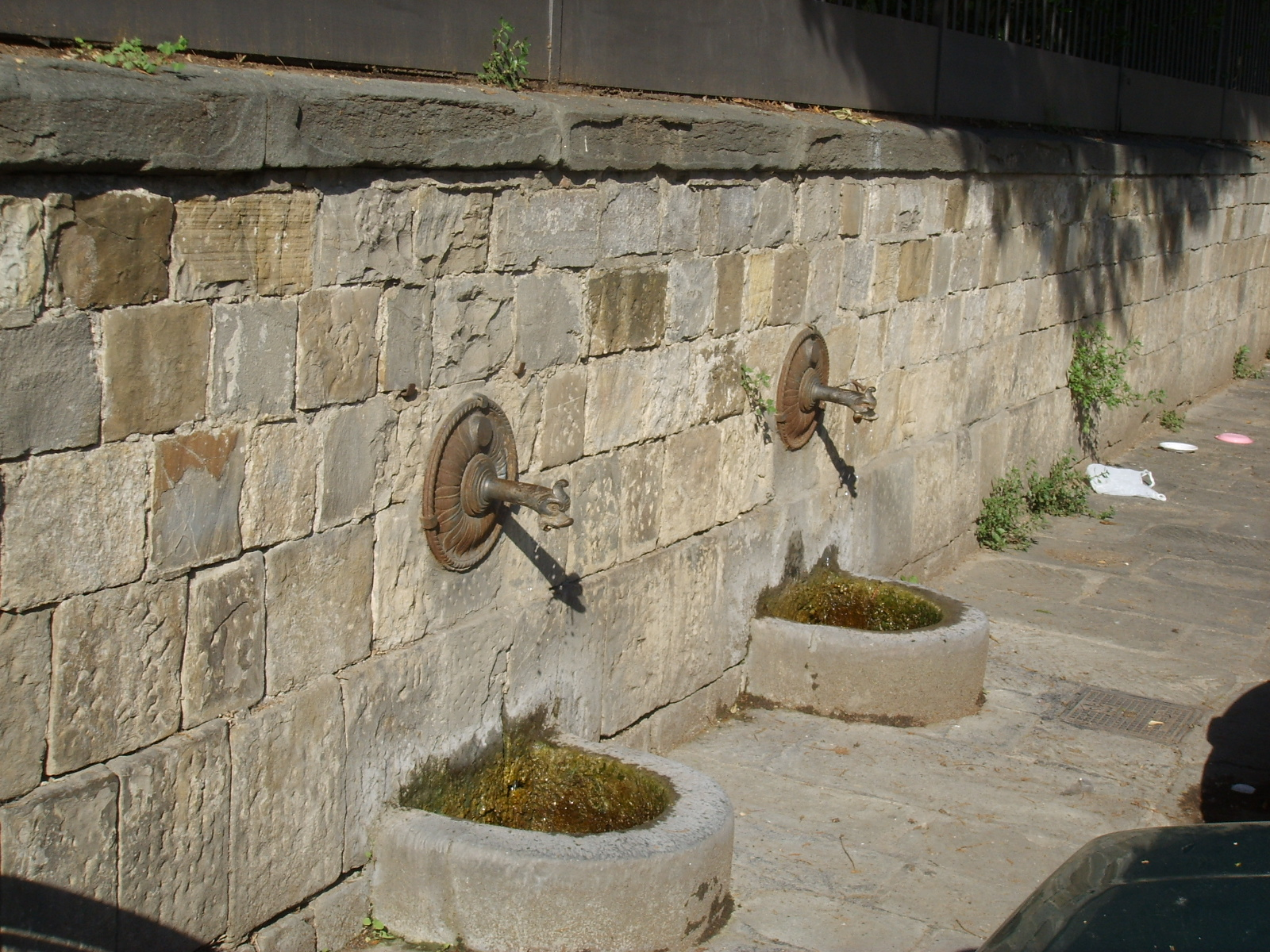
Fontaines sur la place Porta.
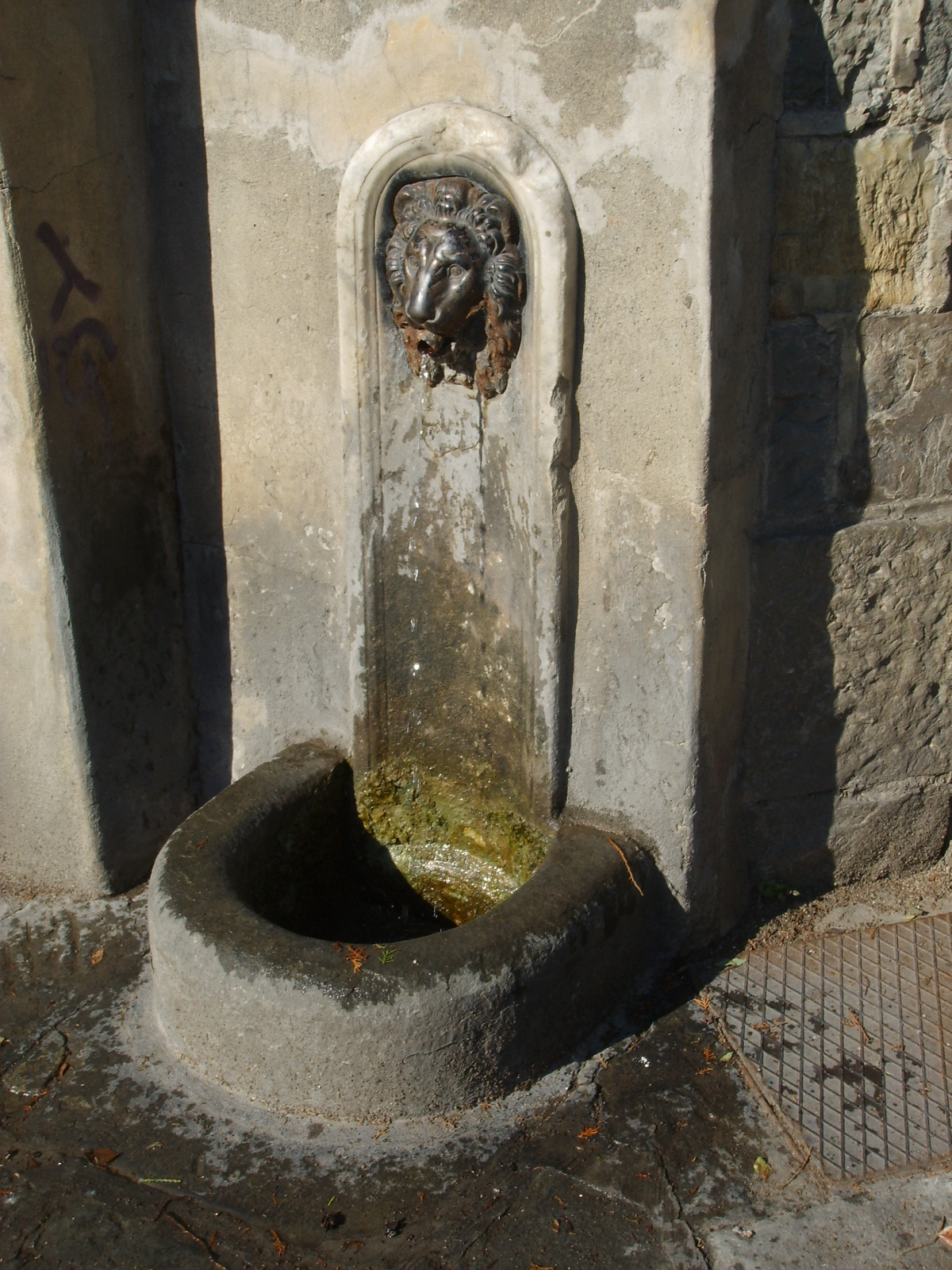
Fontaine sur la place Porta.